# 3368 Duncombe
3368 Duncombe је астероид. Приближан пречник астероида је 35,20 ,
а средња удаљеност астероида од Сунца износи 3,392 астрономских јединица (АЈ).
Инклинација (нагиб) орбите у односу на раван еклиптике је 19,144 степени, а орбитални период износи 2282,044 дана (6,247 година). Ексцентрицитет орбите астероида износи 0,091.
Апсолутна магнитуда астероида износи 11,30 а геометријски албедо 0,043.
Астероид је откривен 22. августа 1985. године.